# Кабинда (Ангола)
Кабинда (порт. Cabinda) — город в Анголе, один из крупнейших в стране по населению, столица провинции Кабинда. Расположен на высоте 24 метра над уровнем моря. Население на 2010 год — 399 427 человек.
В Кабинде находится международный аэропорт. В 2010 году в городе был проведён Кубок африканских наций 2010, который был омрачён терактом борцов за независимость Кабинды.
Климат тропический. Среднегодовая температура воздуха — 24,6°С. Годовая сумма осадков — 958 мм. Наибольшее их количество выпадает с февраля по апрель, наименьшее — с июня по сентябрь. Среднегодовая скорость ветра — 3,8 м/с.
| Показатель                    | Янв.  | Фев.  | Март | Апр.  | Май   | Июнь  | Июль  | Авг.  | Сен.  | Окт.  | Нояб. | Дек.  | Год  |
| ----------------------------- | ----- | ----- | ---- | ----- | ----- | ----- | ----- | ----- | ----- | ----- | ----- | ----- | ---- |
| Абсолютный максимум, °C       | 32    | 32    | 33   | 33    | 32    | 29    | 28    | 28    | 30    | 32    | 33    | 34    | 34   |
| Средний суточный максимум, °C | 30    | 30    | 30   | 30    | 28    | 25    | 25    | 25    | 26    | 27    | 28    | 28    | 27,6 |
| Средняя температура, °C       | 25,13 | 25,41 | 25,5 | 25,57 | 24,88 | 23,69 | 23,03 | 23,12 | 24,11 | 25,01 | 24,94 | 25,03 | 24,6 |
| Средний суточный минимум, °C  | 22    | 22    | 22   | 23    | 22    | 20    | 18    | 19    | 21    | 23    | 23    | 23    | 23,4 |
| Абсолютный минимум, °C        | 20    | 18    | 18   | 19    | 18    | 15    | 13    | 15    | 15    | 19    | 19    | 19    | 13   |
| Норма осадков, мм             | 102   | 151   | 182  | 166   | 60    | 0     | 1     | 2     | 8     | 44    | 143   | 99    | 958  |
| Источник: Gaisma База погоды  |       |       |      |       |       |       |       |       |       |       |       |       |      |

## История
В 1521 в Кабинде был создан диоцез с епископом Энрике, сыном Аффонсу, правителя Конго, который стал первым африканским епископом из числа самих африканцев.
Современная Кабинда была построена как деревня в 1883 году. Её расположение вдоль бухты было очень удобным, и помогало вести торговлю. Статус города был получен 28 мая 1956 года. В 1960 году начинается развитие коммерческой деятельности и порта, строительство общественных зданий и жилых кварталов, автомобильных дорог.